# 新安庄站
新安庄站，位于内蒙古乌兰察布市丰镇市，邮政编码037305，建于1915年，是京包铁路的一个车站。离北京站443公里，离包头站389公里。距上行车站监地站9公里，距下行车站永王庄站9公里。该站隶属呼和浩特铁路局集宁车务段。办理客运业务（旅客乘降，行李、包裹托运）和货运业务（办理整车，不办理危险货物发到），为四等车站，本站及相邻上下行区间均为电气化区段。